# François Wicart
François Wicart (* 3. Januar 1926 in Bruay-la-Buissière; † 27. September 2015) war ein französischer Fußballspieler und -trainer.

## Spielerkarriere
Als die bedingt durch den Zweiten Weltkrieg unterbrochene Austragung der ersten französischen Liga 1945 wieder aufgenommen wurde, gehörte Wicart dem Kader des FC Rouen an. In der Innenverteidigung konnte sich der damals 19-Jährige sofort etablieren und schaffte zu einer Zeit, in der Ein- und Auswechslungen noch nicht möglich waren, direkt den Sprung in die erste Elf. Dem folgte wenig später der erste Rückschlag, als er im Verlauf der Spielzeit 1946/47 aus der Startelf verdrängt wurde und darüber hinaus den Abstieg seiner Mannschaft in die Zweitklassigkeit hinnehmen musste. In der Zweitklassigkeit gehörte er wieder zu den Leistungsträgern eines Teams, das zwar ständig um den Aufstieg mitspielte, diesen jedoch viermal in Folge knapp verpasste. In der Saison 1951/52 rutschte Rouen ins Tabellenmittelfeld ab; angesichts dessen kehrte Wicart dem Verein im November 1952 den Rücken.
Weil er in der AS Saint-Étienne einen neuen Arbeitgeber gefunden hatte, erreichte er zu diesem Zeitpunkt die Rückkehr in die höchste Spielklasse. Bei Saint-Étienne erhielt er von Beginn an einen Stammplatz und war somit Teil einer Mannschaft, die sich in seinen ersten Jahren dort zumeist im guten Mittelfeld der Tabelle wiederfand. 1955 gewann er mit der Coupe Charles Drago seinen ersten nationalen Titel, auch wenn es sich dabei um nicht mehr als einen zweitrangigen Pokalwettbewerb handelte. 1957 schloss Saint-Étienne als Tabellenerster und wurde französischer Meister, wobei Wicart als Teil der Meistermannschaft bei allen 34 Ligapartien auf dem Platz gestanden hatte. Dies brachte dem Verein eine Teilnahme am Europapokal der Landesmeister 1957/58 ein; infolgedessen konnte der Spieler am 4. September 1957 bei einer 1:3-Niederlage gegen die Glasgow Rangers auf europäischem Rasen debütieren. Das Rückspiel am 25. September stellte seine letzte Partie auf kontinentaler Ebene dar, da ein 2:1-Erfolg nicht zum Weiterkommen reichte.
Neben einem erneuten Gewinn der Coupe Charles Drago im Jahr 1958 gelang Wicart mit Saint-Étienne der Einzug ins nationale Pokalfinale 1960. Im Endspiel wurde er aufgeboten, konnte aber eine 2:4-Niederlage seiner Mannschaft gegen die AS Monaco nicht verhindern und verpasste somit einen möglichen Titelgewinn. Zu Beginn der Spielzeit 1960/61 stand der damals 34-Jährige noch im Kader seines Klubs; im November 1960 gab er nach 280 Erstligapartien mit drei Toren sowie 168 Zweitligapartien mit zwölf Toren das Ende seiner aktiven Laufbahn bekannt, das mit einem vereinsinternen Wechsel auf den Trainerposten verbunden war.

## Trainerkarriere
Im November 1960 übernahm Wicart die Trainerverantwortung bei der AS Saint-Étienne und trug diese bis zum Saisonende 1960/61, wobei die Mannschaft den fünften Platz belegte. Im Frühjahr 1962 wurde er für denselben Posten zurückgeholt, auch wenn er den drohenden Abstieg nicht vereiteln konnte; allerdings konnte er zur selben Zeit dank eines 1:0-Finalsiegs gegen den FC Nancy mit dem nationalen Pokal seinen ersten Titel als Trainer gewinnen. Er behielt die Position auf der Bank über den Abstieg 1962 hinaus und führte den Verein zur Zweitligameisterschaft 1963, die mit dem Wiederaufstieg verbunden war. Danach kehrte er Saint-Étienne nach elf Jahren als Spieler und Trainer den Rücken. Von 1967 bis 1974 trainierte er den Amateurverein SC Abbeville. Im hohen Alter lebte Wicart in der kleinen Gemeinde Civens nahe Feurs. Er starb 2015 im Alter von 89 Jahren.